# Peter Celsing
Peter Celsing, né le 29 janvier 1920 à Stockholm, mort le 16 mars 1974, est un architecte suédois.

## Vie privée
Peter Celsing est issu d'une famille de la noblesse suédoise, les von Celsing. Son père Folke est banquier, et son frère Lars, diplomate. Son fils Johan Celsing, né en 1955, est également architecte.

## Formation
Peter Celsing étudie à l'Institut royal de technologie (KTH) de 1938 à 1943, puis à l'académie royale des arts jusqu'en 1945. Il est stagiaire chez Ivar Tengbom et Paul Hedqvist puis travaille deux ans à Beyrouth avant de revenir en Suède.

## Œuvre
Entre 1948 et 1952, il est directeur du bureau d'architecture de la régie des transports en commun de Stockholm. Il dessine alors les plans de quelques-unes des stations du métro de Stockholm, telles que par exemple Gubbängen, Åkeshov, Hökarängen ou Blackeberg.
Il commence à enseigner au KTH dans les années 1950, et y est nommé professeur d'architecture en 1960.
Celsing est particulièrement connu pour ses églises, ainsi que pour les immeubles qu'il a dessinés dans le cadre du redéveloppement de Norrmalm. Les plus connus sont la maison de la culture de la place Sergels torg (inaugurée en 1974), et non loin de là, le siège de la banque centrale (1976).

## Galerie

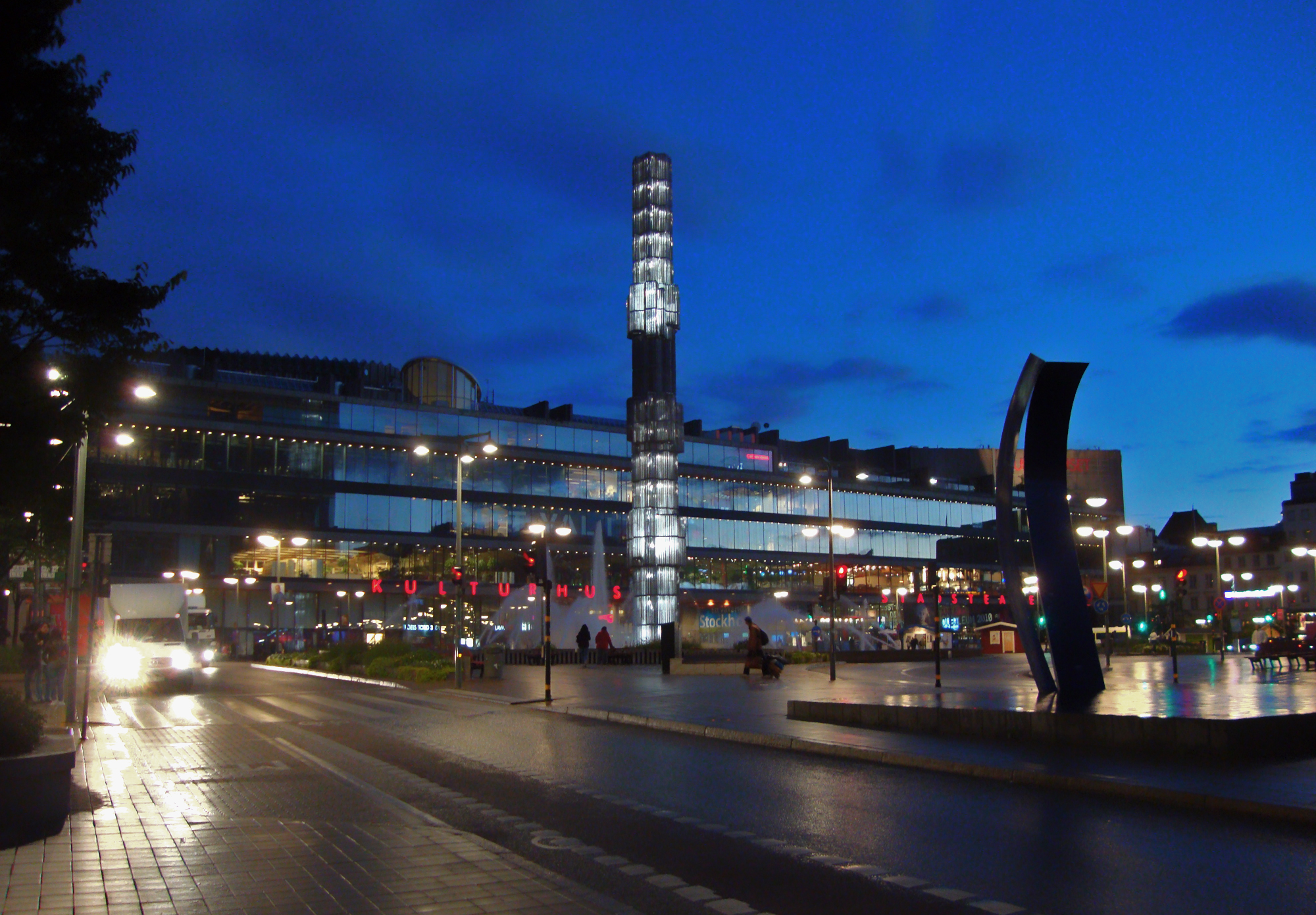
Maison de la culture, Norrmalm, Stockholm, 59° 19′ 55″ N, 18° 03′ 54″ E.
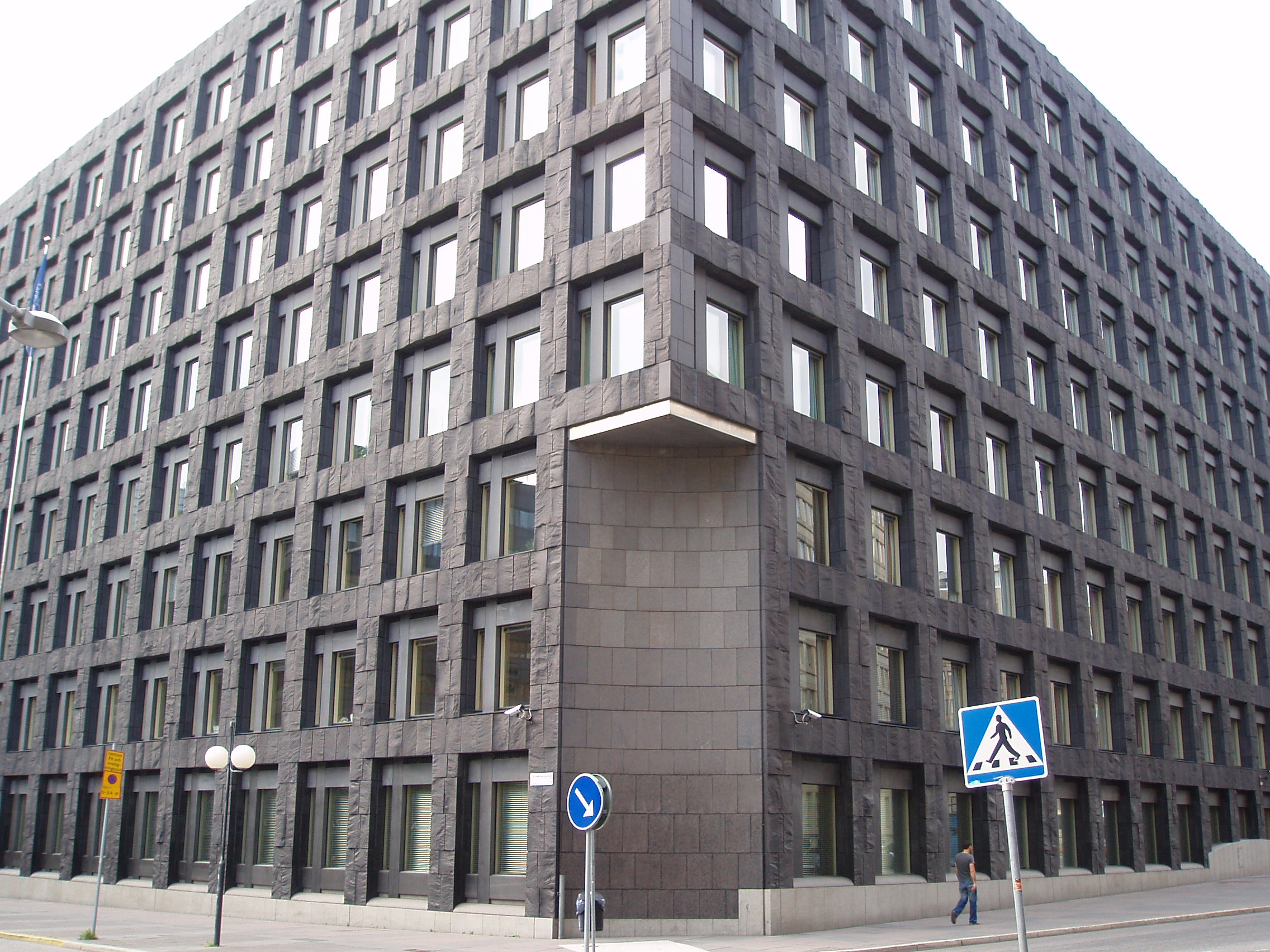
Siège de la banque centrale, Norrmalm, Stockholm, 59° 19′ 54″ N, 18° 03′ 57″ E.
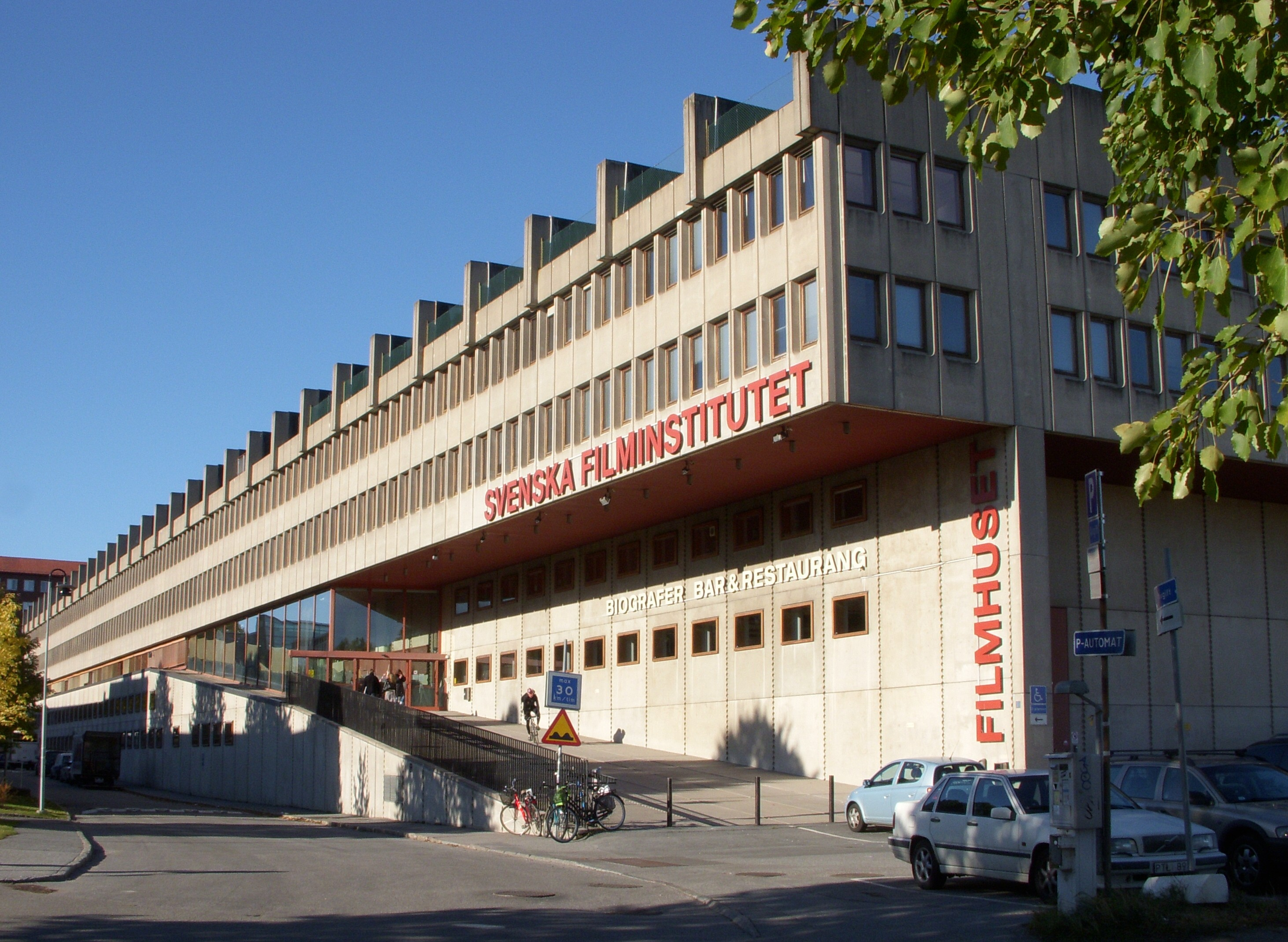
Institut du film, Gärdet, Stockholm, 59° 20′ 24″ N, 18° 06′ 12″ E.
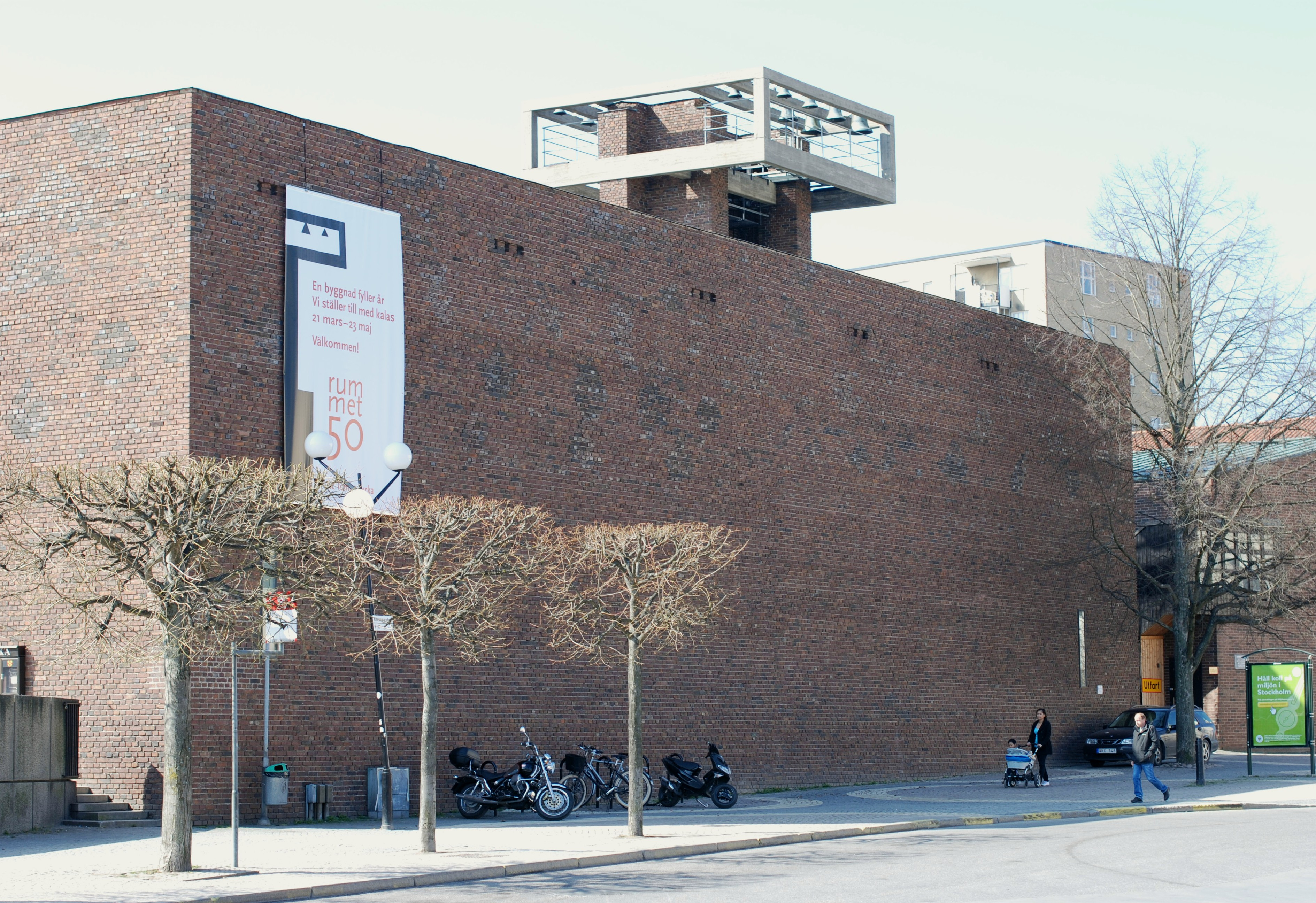
Église Saint-Thomas, Vällingby, Stockholm, 59° 21′ 47″ N, 17° 52′ 13″ E.